# 不列颠尼亚都督

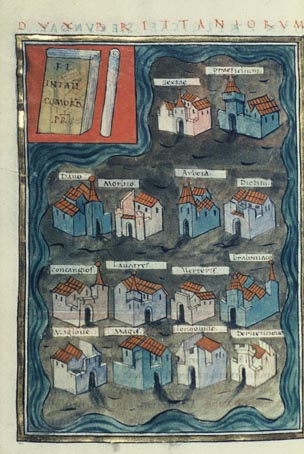
据《百官志》记载，不列颠尼亚都督管辖哈德良长城的十四座要塞。

不列颠尼亚都督（直译：不列颠尼亚将军）是罗马帝国不列颠管区的军职，可能由戴克里先或君士坦丁设置。其与不列颠尼亚随从官、撒克逊海岸随从官一并被记载于《百官志》。
其负责区域为哈德良长城沿线，包括今约克郡至亨伯河口、坎布里亚郡、诺森伯兰郡至奔宁山脉。驻地位于埃布拉库姆。